# المركز الثقافي الإسلامي في مدينة كيبيك
المركز الثقافي الإسلامي في مدينة كيبيك (بالفرنسية: Centre culturel Islamique de Québec)، هو منظمة أسست في عام 1985 م مهمتها تلبية الاحتياجات الدينية والاجتماعية والاقتصادية للمسلمين المقيمين في مدينة كيبيك، كيبيك، في كندا.
يتخذ هذا المركز بناية تضم مسجداً كبيراً يقع في مدينة كيبيك يعد المكان الرئيسي للعبادات الاسلامية.

## التاريخ
أنشأ المركز الثقافي الإسلامي في مدينة كيبيك في عام 1985 في جامعة لافال. وصفت مهمتها بأنها «العمل المسبق في استحداث أدوات تكفل أفضل تطوير للمجتمع المسلم روحيا واجتماعيا واقتصاديا من خلال الخدمات التي يقدمها أعضائه والتي تلبي احتياجاته الخاصة وتشجع اندماجه في مجتمع كيبيك».
يقدم المركز خدمات وأنشطة مختلفة مثل المدرسة القرآنية ودروس عربية وخدمات الجنازة والاحتفالات وأعياد الميلاد والزواج والمؤتمرات...إلخ. في حزيران 2016 وجد رأس خنزير على باب المسجد مما أدى إلى تركيب عدد من الكاميرات في المسجد.

## المسجد الكبير لمدينة كيبيك
بدأ المركز عمله بمشروع المسجد الكبير في 2002 في سانت فوي، إحدى ضواحي كيبيك. في 2009، اشترى المركز المبنى الواقع في زاوية شارع "de l'Église" و "Chemin Sainte-Foy" ب1.4 مليون دولار $. عنوان المسجد هو "2877 Chemin Ste-Foy" ومساحته 1.124 متر مربع ويسع تقريباً ألف مصلٍ. وبحصول المسلمين على هذه البناية حلت مشكلة حاجتهم للمكان واتخذوه «مسجدا كبيرا». إذ يبلغ عدد المسلمين في كيبيك 7.000 مسلم. يقع المسجد بالقرب من أنقاض كنيسة سانت-فروي المبنية عام 1876 والتي احترقت كلياً عام 1977.

## تعرض المركز للهجوم 2017
في 29 يناير 2017، تعرض المسجد للاعتداء من قبل مسلح حيث أطلق النار على حشد من الناس في المسجد، مما أسفر عن مقتل ستة أشخاص وإصابة تسعة عشر آخرين.

## روابط خارجية
- (بالفرنسية) الموقع الرسمي